# Reddyanus krasenskyi
Espèce
Synonymes
- Isometrus krasenskyi Kovařík, 1998

Reddyanus krasenskyi est une espèce de scorpions de la famille des Buthidae.

## Distribution
Cette espèce est endémique de Java en Indonésie,.

## Description
La femelle holotype mesure 32,8 mm.
Le mâle mesure 36 mm et les femelles de 32 à 35 mm.

## Systématique et taxinomie
Cette espèce a été décrite sous le protonyme Isometrus krasenskyi par Kovařík en 1998. Elle est placée dans le genre Reddyanus par Kovařík, Lowe, Ranawana, Hoferek, Jayarathne, Plíšková et Šťáhlavský en 2016.

## Étymologie
Cette espèce est nommée en l'honneur de Pavel Krásenský.

## Publication originale
- Kovařík, 1998 : « Isometrus (Reddyanus) krasenskyi sp. n. from Indonesia and I. (R.) navaiae sp. n. from the Philippines (Scorpiones: Buthidae). » Acta Societatis Zoologicae Bohemicae, vol. 62, p. 35–40 (texte intégral).